# St. Albertus (Gießen)

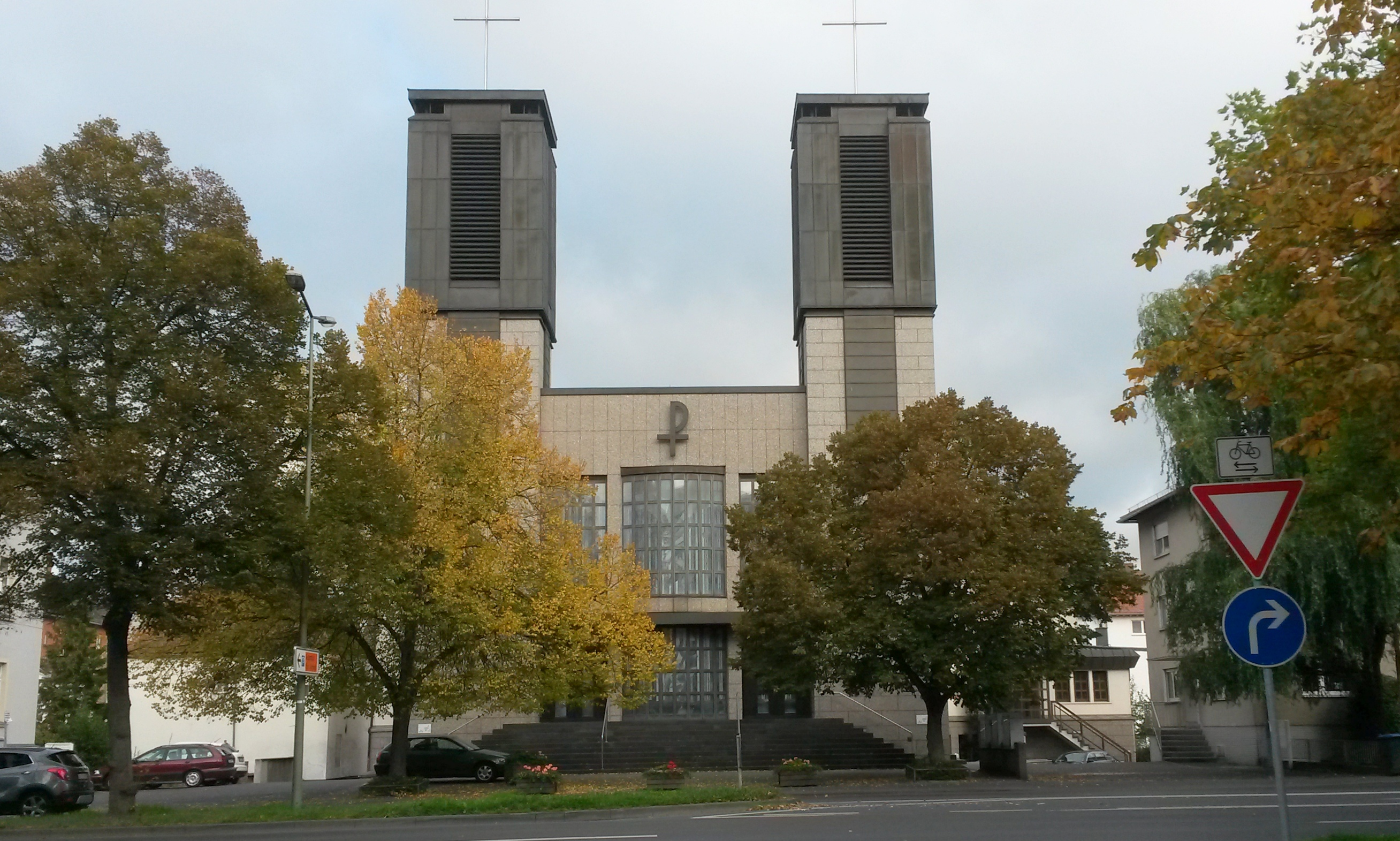
St. Albertus, Turmfront

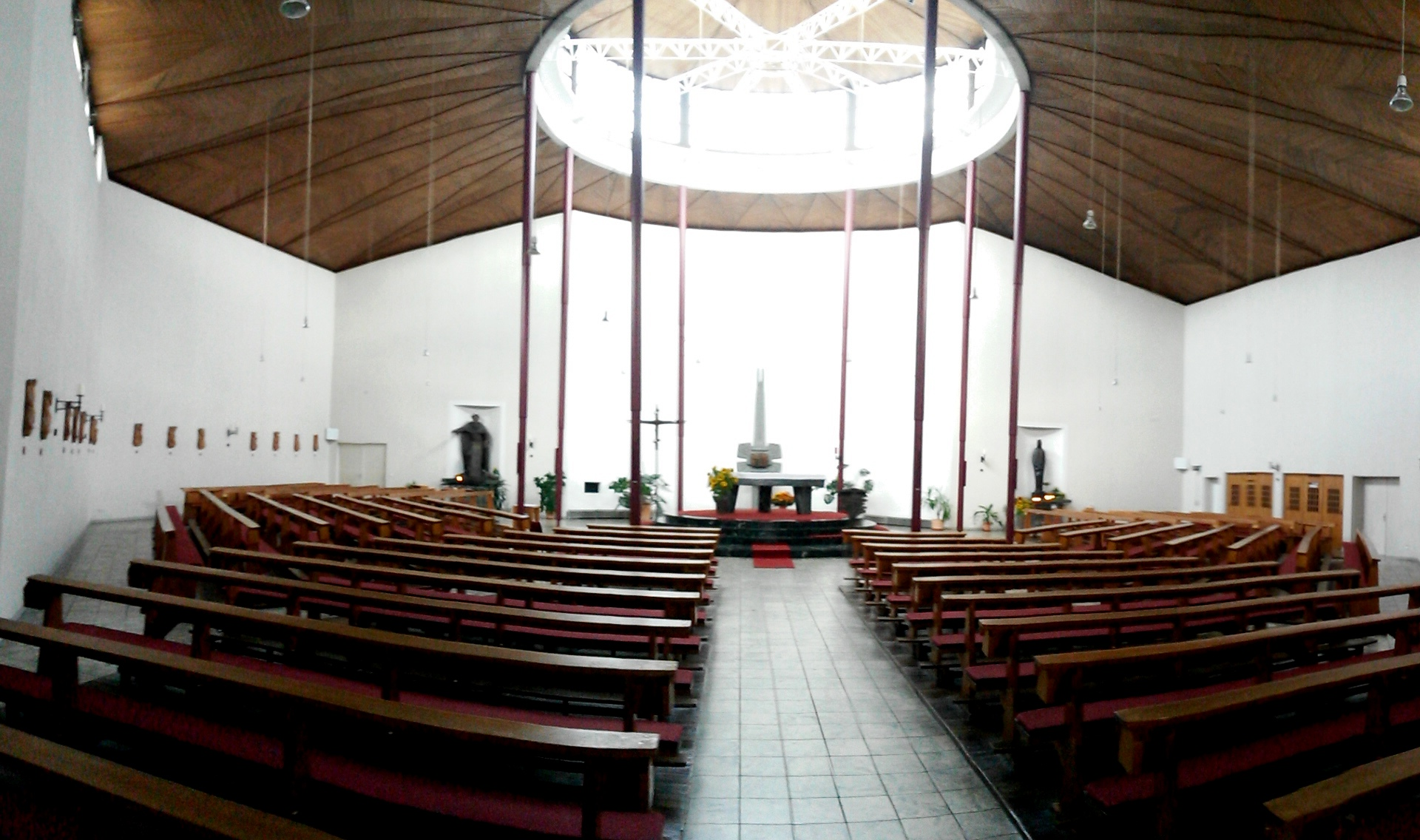
Innenraum mit Blick auf den Altar

St. Albertus ist eine römisch-katholische Pfarrkirche in Gießen, die in den Jahren 1957 und 1958 erbaut wurde.

## Geschichte
Nach der Hauptkirche St. Bonifatius ist St. Albertus die zweitälteste katholische Kirche der Stadt Gießen.
Durch den Zuzug von katholischen Gläubigen aus Schlesien und dem Sudetenland nach dem Zweiten Weltkrieg wuchs die Zahl der Katholiken in Gießen so stark, dass eine Pfarrgemeinde im Stadtgebiet nicht mehr ausreichte.
Im Jahr 1955 ließen Jesuiten sich in der Wilhelmstraße nieder. Diese lösten sich mit der am 5. Juni 1957 gegründeten Pfarrkurie St. Albertus von der Pfarrei Bonifatius los. Der Bau der Kirche hatte bereits im Februar 1957 begonnen, auch wenn die offizielle Grundsteinlegung erst am 3. November des gleichen Jahres durchgeführt wurde. Die Kirchweihe erfolgte am 8. und 9. November 1958.
Die zu St. Albertus gehörende Kindertagesstätte – vormals Kindergarten – St. Elisabeth wurde 1969 erbaut und 1970 bezogen.
1982 wurde die Filialgemeinde Maria Frieden in Heuchelheim geweiht.
St. Albertus beheimatet zwei Pfadfindergruppen: Seit 1976 existieren ein Mädchen- und ein Jungenstamm der Katholischen Pfadfinderschaft Europas, die Stämme Maria Goretti und Guy de Larigaudie; seit 1986 der Stamm Franz von Assisi der Deutschen Pfadfinderschaft St. Georg.
Am 9. September 1990 wurde die Jesuitenniederlassung in Gießen aufgelöst, so dass diese nach mehr als 30 Jahren nicht mehr die Pfarrer der Gemeinde von St. Albertus stellte. Bereits am 15. August 1990 war die Gemeinde in eine Pfarrei des Bistums Mainz überführt worden.
Der Gottesdienst der Katholischen Hochschulgemeinde Gießen fand vom Wintersemester 2010/2011 bis zum Advent 2018 in St. Albertus statt. Während der Semester war dieser in der Regel sonntags um 18:30 Uhr.
Anfang 2025 votierte die Gießener Pastoralkonferenz dafür, sich aus finanziellen Gründen bis 2027/2028 von der Albertuskirche zu trennen.

## Architektur
St. Albertus ist eine einschiffige Saalkirche. Der Grundriss orientiert sich an der Form eines Kelches. Die Kirche wurde von Karl Joseph Dicke entworfen, der auch die Bauleitung übernahm.
Durch die Lage an der nördlichen Ringstraße (Nordanlage) der Stadt ist die Kirche nicht geostet, sondern von Süden nach Norden ausgerichtet.
Die Kirche besitzt eine Krypta unterhalb des Altarraumes und eine Kapelle im Erdgeschoss des westlichen Glockenturms. Unter dem Kirchenschiff befinden sich der Gemeindesaal sowie die Pfarrbücherei.

## Ausstattung
St. Albertus verfügt über Sitzplätze für 500 Personen in Bänken aus brasilianischem Kiefernholz.
Die Bronzestatue des Pfarrpatrons Albertus Magnus der Künstlerin Gudrun Müsse Florin wurde im Jahr 2002 in der westlichen Nische hinter dem Altar aufgestellt. In der östlichen Nische befindet sich eine Marienstatue, die im August 1961 geweiht wurde.
Hinter dem Altar befindet sich die 1972 errichtete Tabernakelsäule.

## Orgel

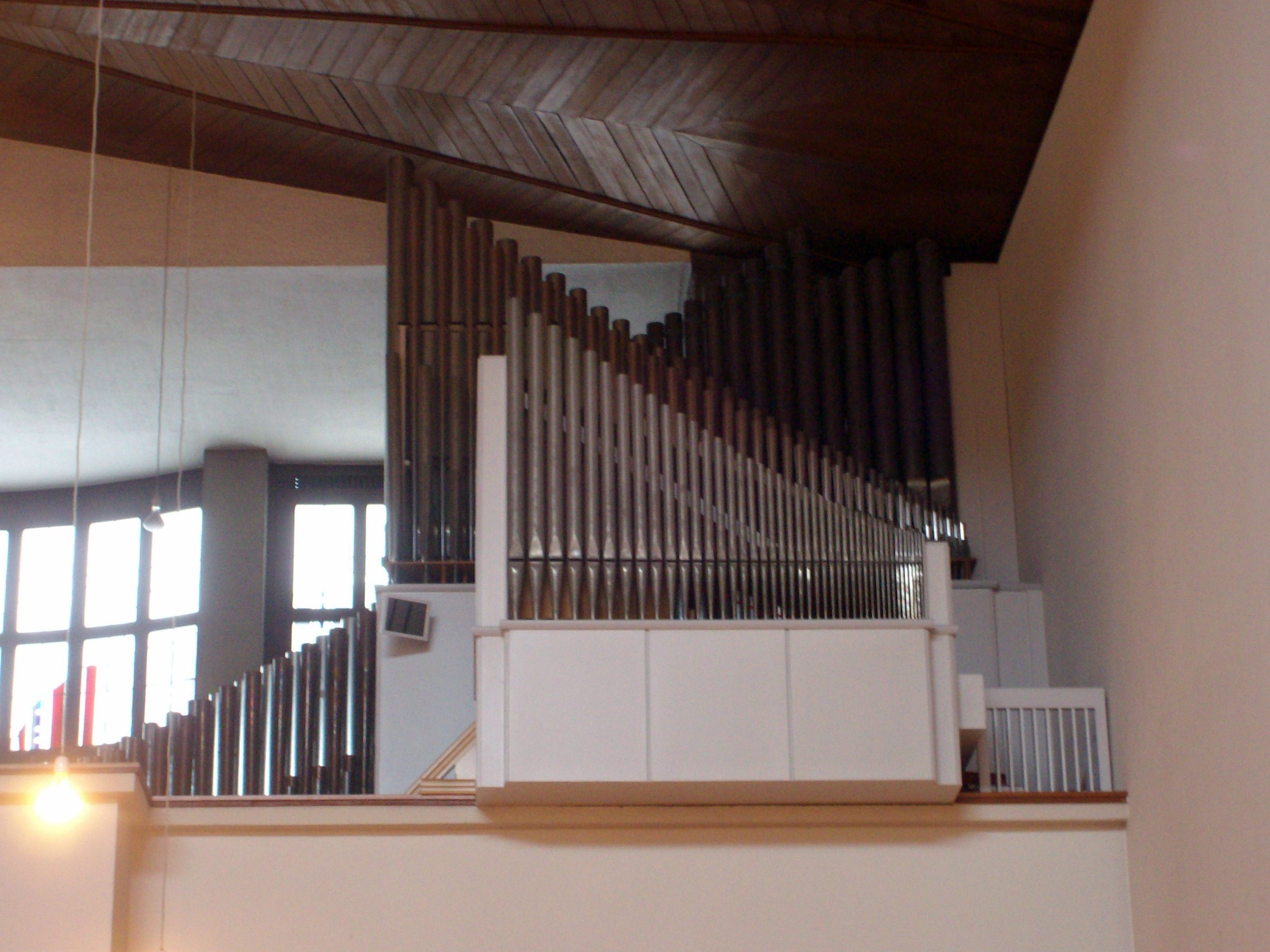
Die 2006 eingeweihte Orgel

Zunächst verfügte St. Albertus nur über ein Harmonium. Dieses wurde durch die 1967 geweihte elektronische Orgel ersetzt. 2005 wurde die gebrauchte Pfeifenorgel der aufgelösten evangelischen Heilandsgemeinde in Frankfurt-Bornheim erworben. Diese wurde am Palmsonntag des Jahres 2006 eingeweiht. Die Licher Firma Förster & Nicolaus überarbeitete das 1956 gebaute Instrument für die Gießener Kirche. Die zweimanualige Orgel verfügt über 25 Register mit folgender Disposition:
| I Rückpositiv C–g3 |       |
| Gedackt            | 8′    |
| Prinzipal          | 4′    |
| Koppelflöte        | 4′    |
| Nasard             | 2 ⁄3′ |
| Spitzflöte         | 2′    |
| Sifflet            | 1′    |
| Zymbel III         |       |
| Krummhorn          | 8′    |
| Tremulant          |       |

| II Hauptwerk C–g3 |     |
| Quintade          | 16′ |
| Prinzipal         | 8′  |
| Rohrflöte         | 8′  |
| Oktave            | 4′  |
| Nachthorngedackt  | 4′  |
| Blockflöte        | 2′  |
| Sesquialtera II   |     |
| Mixtur IV–V       |     |
| Trompete          | 8′  |

| Pedal C–f1        |     |
| Untersatz         | 16′ |
| Oktavbaß          | 8′  |
| Gedacktbaß        | 8′  |
| Rohrgedackt       | 4′  |
| Nachthorn         | 2′  |
| Mixturbaß VI      |     |
| Liebliche Posaune | 16′ |
| Klarine           | 4′  |

- Koppeln: II/I, I/P, II/P
- Spielhilfen: 3 freie Kombinationen, Organo Pleno, Walze

## Geläut
Die vier aus Bronze bestehenden Glocken von St. Albertus wurden am 10. Juni 1966 geweiht.
| Nr. | Name           | Masse (kg) | Schlagton | Inschrift                                    |
| 1   | Christusglocke | 1050       | e’        | „Herr Jesus Christus, komme in Herrlichkeit“ |
| 2   | Marienglocke   | 850        | fis’      | „Königin des Friedens, schütze die Völker“   |
| 3   | Albertusglocke | 500        | a’        | „Hl. Albertus, lehre uns den Glauben“        |
| 4   | Canisiusglocke | 420        | h’        | „Hl. Canisius, hilf uns zur Einheit“         |

## Pfarrer
Bis kurz vor der Auflösung der Gießener Niederlassung stellten Jesuiten den Pfarrer von St. Albertus.
- 07. Aug. 1957 – 31. Aug. 1961: Maximilian Müller SJ
- 01. Sep. 1961 – 09. Feb. 1965: Johannes Wagner SJ
- 10. Feb. 1965 – 30. Sep. 1967: Josef Michalke SJ
- 01. Okt. 1967 – 27. Apr. 1968: Siegfried Feige SJ
- 28. Apr. 1968 – 31. Aug. 1978: Alfons Matzker SJ
- 01. Sep. 1978 – 30. Juni 1989: Heinz Brokof SJ
- 02. Juli 1989–15. Aug. 1990: Karl-Heinz Fischer SJ
- Pfarradministrator: 15. Aug. 1990 – 30. Sep. 1990: Gerhard Choquet
- 01. Okt. 1990 – 17. Okt. 2000: Werner Ruhl
- Pfarradministrator: 18. Okt. 2000 – 28. Feb. 2001: Dr. Thomas Weiler
- 01. März 2001 – 18. Juli 2021: Monsignore Hermann Heil[15]
- seit 1. Feb. 2022: Erik Wehner (Pfarrer des Pfarreienverbundes)[16]